# Ampulex interstitialis
Ampulex interstitialis är en  stekelart som beskrevs av Cameron 1903. Ampulex interstitialis ingår i släktet Ampulex och familjen Ampulicidae. Inga underarter finns listade i Catalogue of Life.